# Baruc Nsue
Baruc Nsue Burcet (Tona, España, 2 de noviembre de 1984), conocido como Baruc, es un futbolista ecuatoguineano de origen español que milita en la UE TONA de la Tercera División de España y la selección de Guinea Ecuatorial.
Se desempeña como mediapunta e interior izquierdo y se destaca por su técnica individual e impredecible, que suele desubicar a los jugadores contrarios. Por una diana marcada en octubre de 2012, Baruc recibió el premio al mejor gol de ese año en el fútbol catalán.

## Trayectoria
Baruc nació de padre ecuatoguineano (fang) y madre española, por lo que tiene la doble nacionalidad. Casi toda su carrera es el Manlleu, a excepción de la temporada 2009/10 en la que se fue a jugar junto a otros oriundos de España en el Kitchee de la Primera División de Hong Kong. Allí, fue campeón de la Hong Kong Community Shield venciendo en partido único al South China, marcando el segundo de los dos goles.

## Selección nacional
Fue convocado a la selección de Guinea Ecuatorial por primera vez en 2010, pero no pudo ir por una lesión. Apenas en 2013 logra ser convocado y poder asistir. Debuta el 5 de junio de 2013 en un amistoso contra Togo.

## Clubes
| Club     | País      | Años      |
| -------- | --------- | --------- |
| Manlleu  | España    | 2003–2009 |
| Kitchee  | Hong Kong | 2009–2010 |
| Manlleu  | España    | 2010–2013 |
| Cornella | España    | 2013–2014 |
| Tona     | España    | 2015–     |